# پر استریت. جان (فلوریدا)
پر استریت. جان (به انگلیسی: Port St. John) یک منطقهٔ مسکونی در ایالات متحده آمریکا است که در شهرستان بروارد، فلوریدا واقع شده‌است. پر استریت. جان ۹٫۹ کیلومتر مربع مساحت و ۱۲٬۲۶۷ نفر جمعیت دارد و ۸ متر بالاتر از سطح دریا قرار دارد.